# 生物地球化学循环

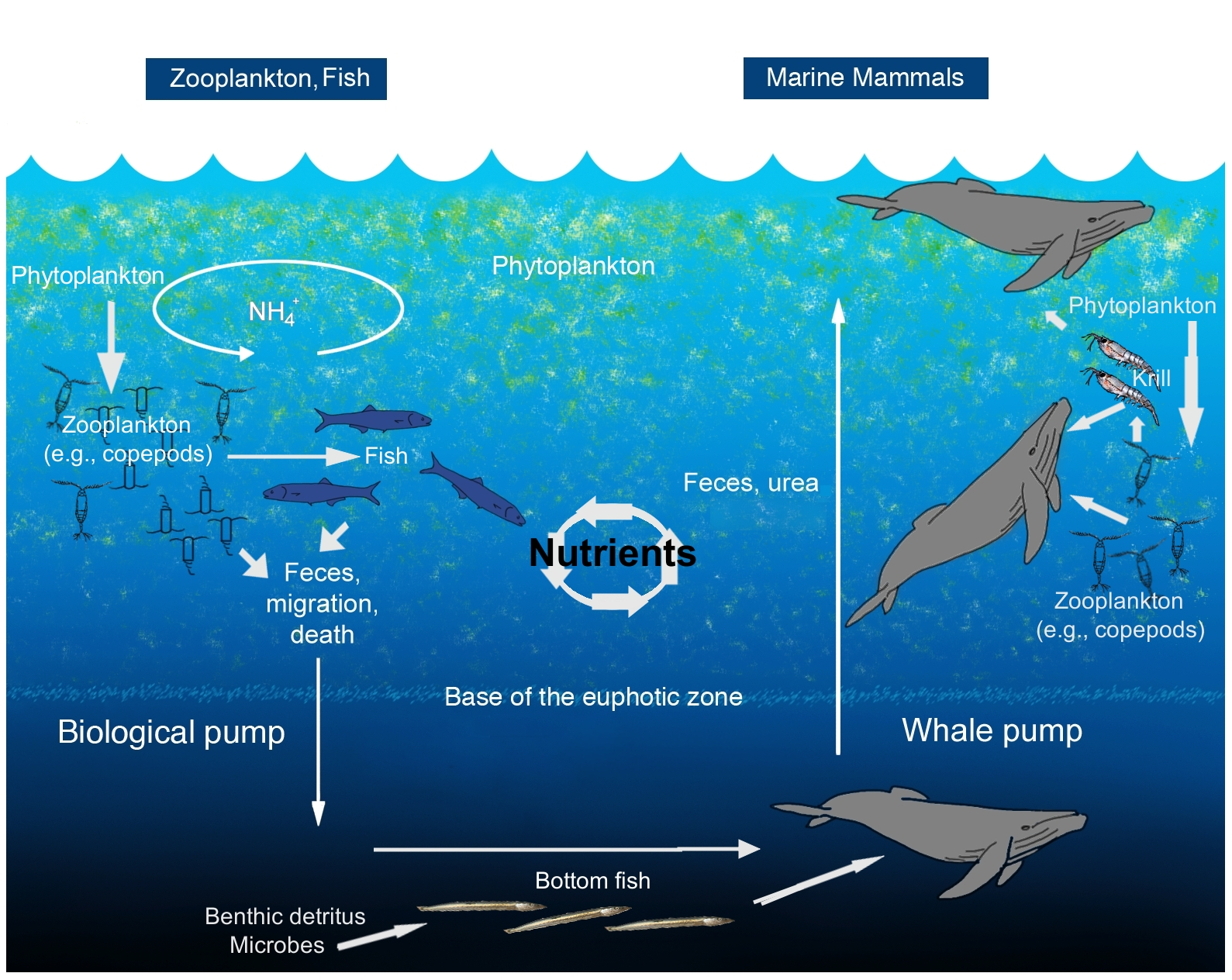
海洋鲸鱼泵的图示, 显示鲸鱼如何在水体中循环营养。

在生态学中，生物地质化学循环（英語：Biogeochemical Cycle，又称生态系统的物质循环），是指化学元素或分子在生态系统中划分的生物群落和无机环境之间相互循环的过程。这使得相关的元素得以循环，虽然实际上在某些循环中化学元素被长期积聚在同一个地方而不发生移动（如海洋或湖泊的水）。
例如，水始终是通过水的循环回收利用，如该图所示。水经过蒸发，凝结和降水，干净清爽的回落到地球。通过生物化学循环，元素，化合物，以及其它形式的物质是从一个生物体到另一个生物体，并从生物圈中的一个部分到另一个部分。

## 系统

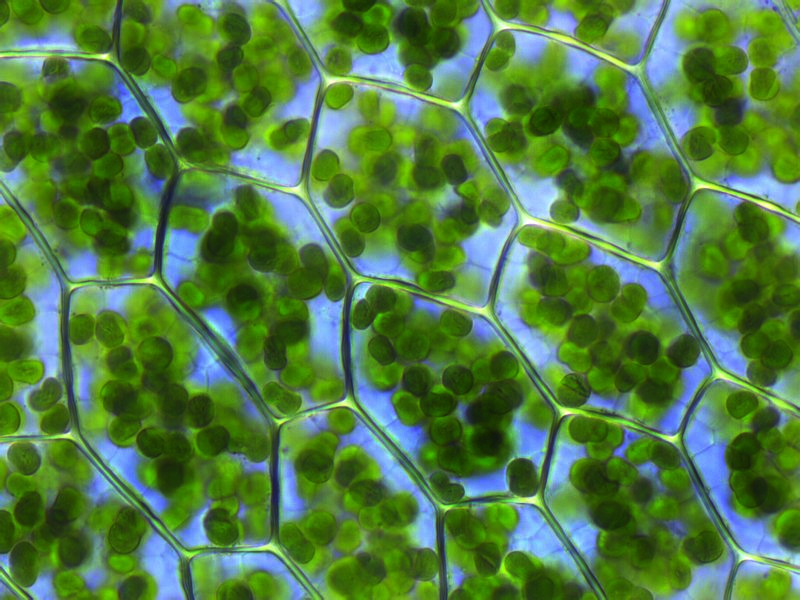
叶绿体进行光合作用，在植物细胞和其他真核生物中被发现。 These are Chloroplasts visible in the cells of Plagiomnium affine — Many-fruited Thyme-moss.

生态系统有许多生物地球化学循环作为系统的一部分运行，例如水循环，碳循环，氮循环等。生物中发生的所有化学元素都是生物地球化学循环的一部分。 除了作为生物体的一部分之外，这些化学元素还通过生态系统的非生物因素循环，例如水（水圈），陆地（岩石圈）和/或空气（大气层）。
地球上的所有生物因素都可以被认为是生物圈的组成部分。所有的化学物质、营养物质或者更进一步说——元素，例如碳、氮、氧、磷——存在于生态系统中的有机体的封闭系统中，同时有机体又与开放系统相互循环这些化学物质以保持收支平衡。生态系统的能量则由开放系统所提供；太阳持续地为地球以光的形式提供能量，最后被食物网中的各个营养级所利用或以热能的形式散失。
生态系统中的能量流是一个开放的系统; 太阳不断地以光的形式给予行星能量，同时最终在食物网的整个营养级中以热量的形式被使用和被丢失。 碳被用来制造碳水化合物，脂肪和蛋白质，这是食物熱量的主要来源。 这些化合物被氧化释放二氧化碳，二氧化碳可被植物捕获以制备有机化合物。 化学反应由太阳光的能量提供动力。
生态系统有可能在没有阳光的情况下获得能量。 碳必须与氢和氧结合才能用作能源，并且该过程取决于阳光。 深海中没有阳光可以穿透的生态系统使用硫磺。 海底熱泉附近的硫化氢可以被诸如巨型管虫之类的生物利用。 在硫循环中，硫可以永久地作为能源回收。 能量可以通过硫化合物的氧化和还原来释放（例如，将元素硫氧化成亚硫酸盐然后氧化成硫酸盐）。
虽然地球不断从太阳获得能量，但地球化学成分基本上是固定的，因为仅有陨石偶尔会增加额外的物质。 由于这种化学成分不像能源那样得到补充，因此所有依赖这些化学成分的流程都必须回收利用。 这些循环包括生物圈和非生物岩石圈，大气层和水圈。

## 重要的循環

對於生命關鍵的全球生物地質化學循環
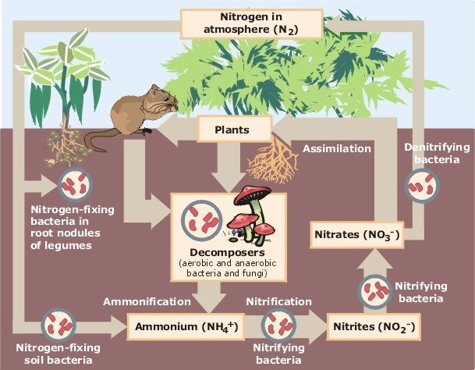
氮循环
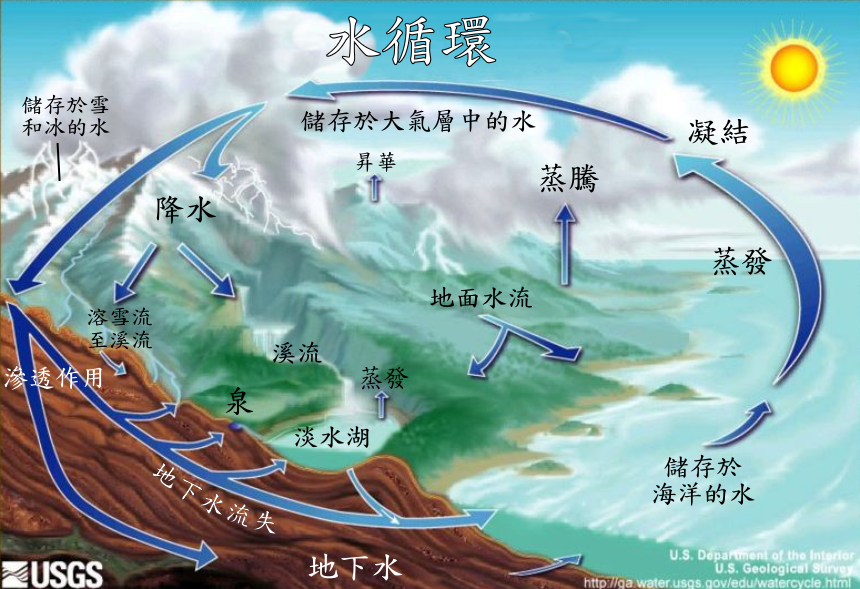
水循环
碳循环
氧循环
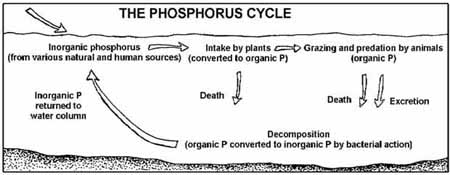
磷循环
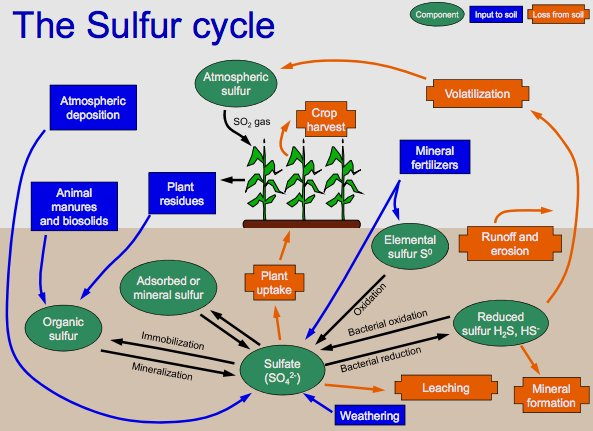
硫循环
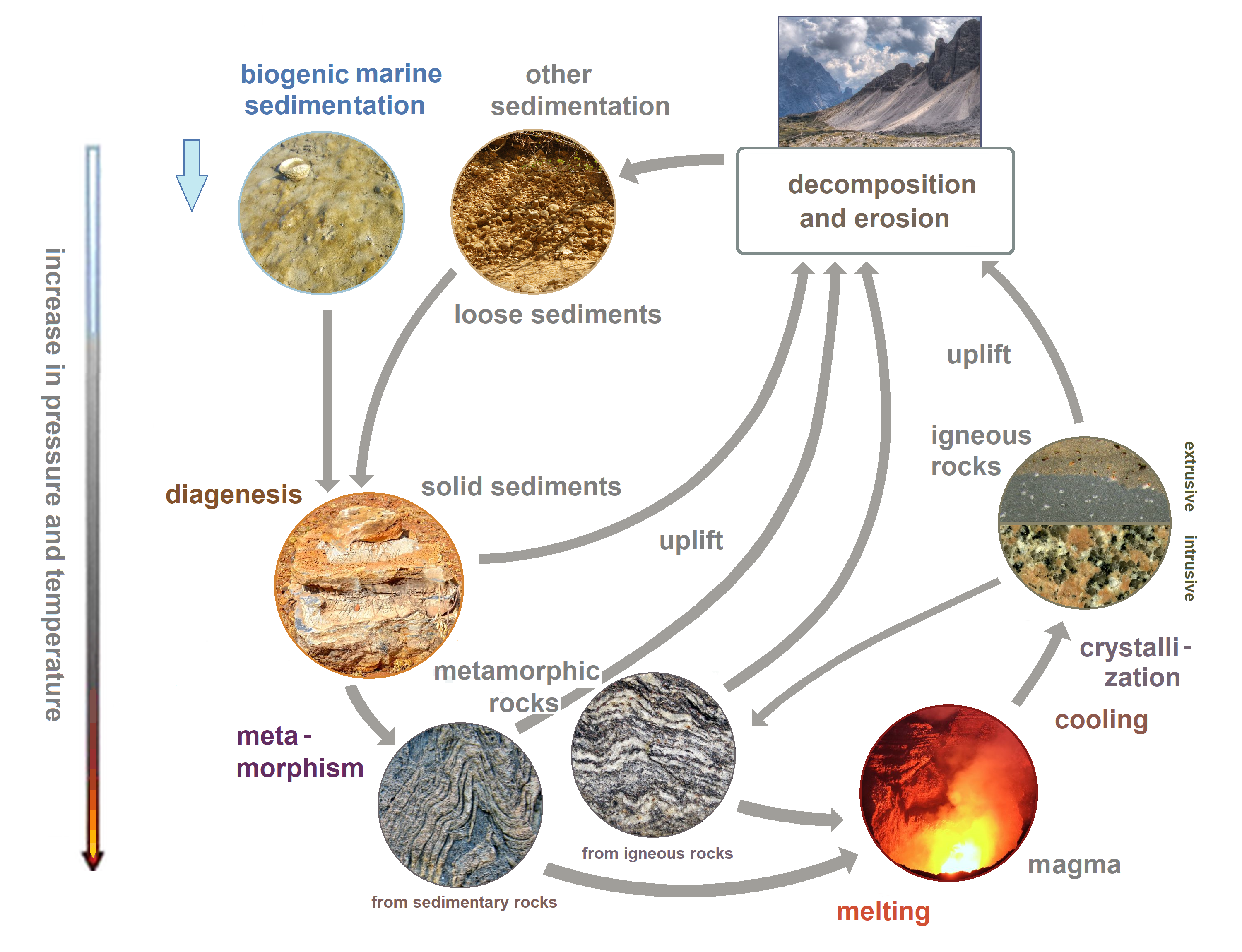
岩石循环
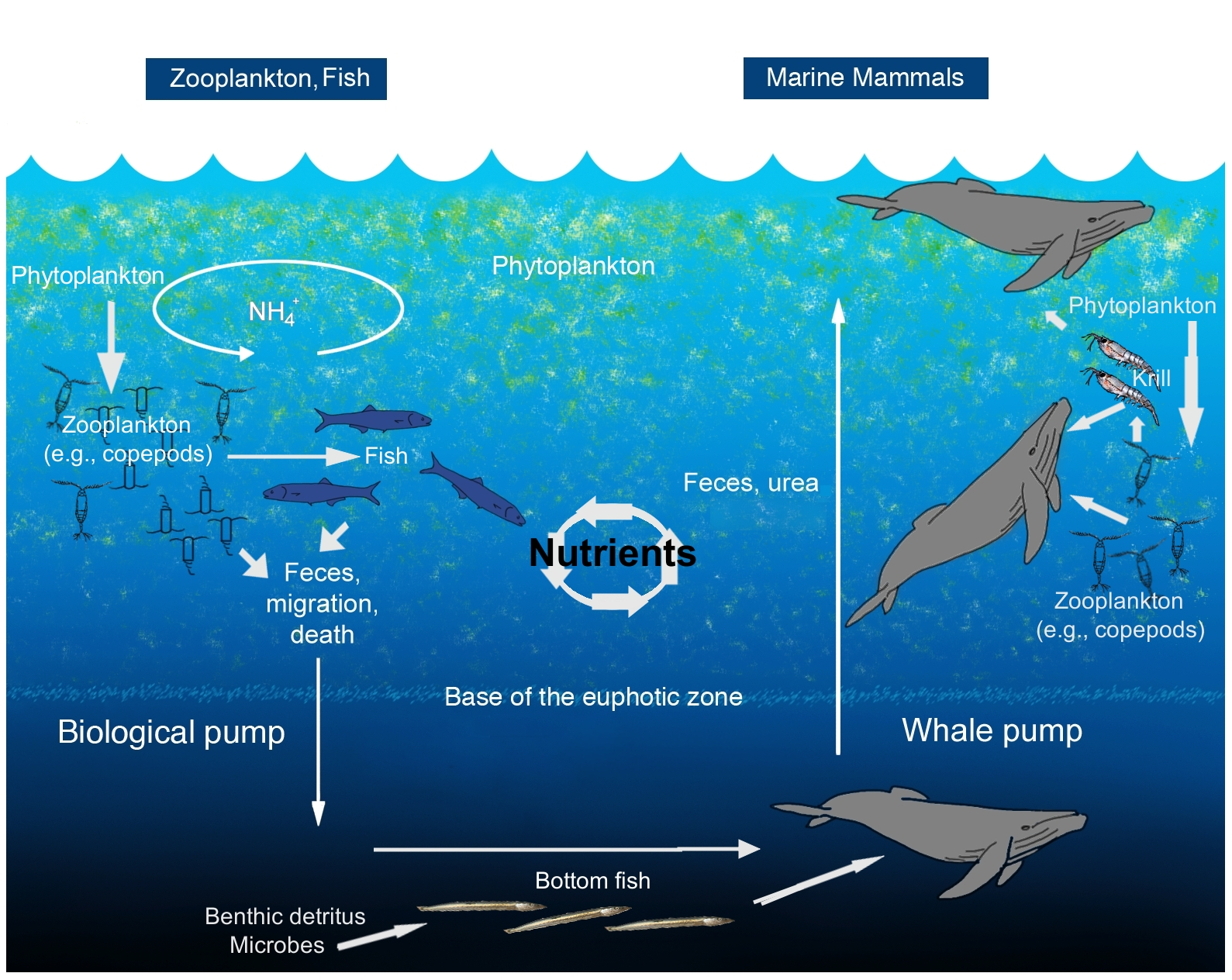
营养循环（英语：Nutrient cycle）

目前正在研究许多生物地球化学循环，因为气候变化和人类影响正在极大地改变这些相对未知的循环的速度，强度和平衡。 这些新研究的生物地球化学循环包括
- 汞循环（英语：Mercury cycle）[4]，和
- 人类引起的草脫淨(Atrazine)循环，可能会影响某些物种。

生物地球化学循环总是涉及热平衡状态：隔室之间元素循环的平衡。 但是，总体平衡可能涉及在全球范围内分发的隔间。
由于生物地球化学循环描述了物质在整个地球上的运动，因此对这些物质的研究本质上是多学科的。 碳循环可能与生态学和大气科学的研究有关。 生化动力学也与地质学和土壤学（土壤研究）领域有关。
生物地球化学循环的功能
- 它们有助于生态系统的运作。
- 它们有助于元素的存储。
- 它们使物质从一种形式转变为另一种形式。
- 它们调节物质的流动。